# Jet Airways

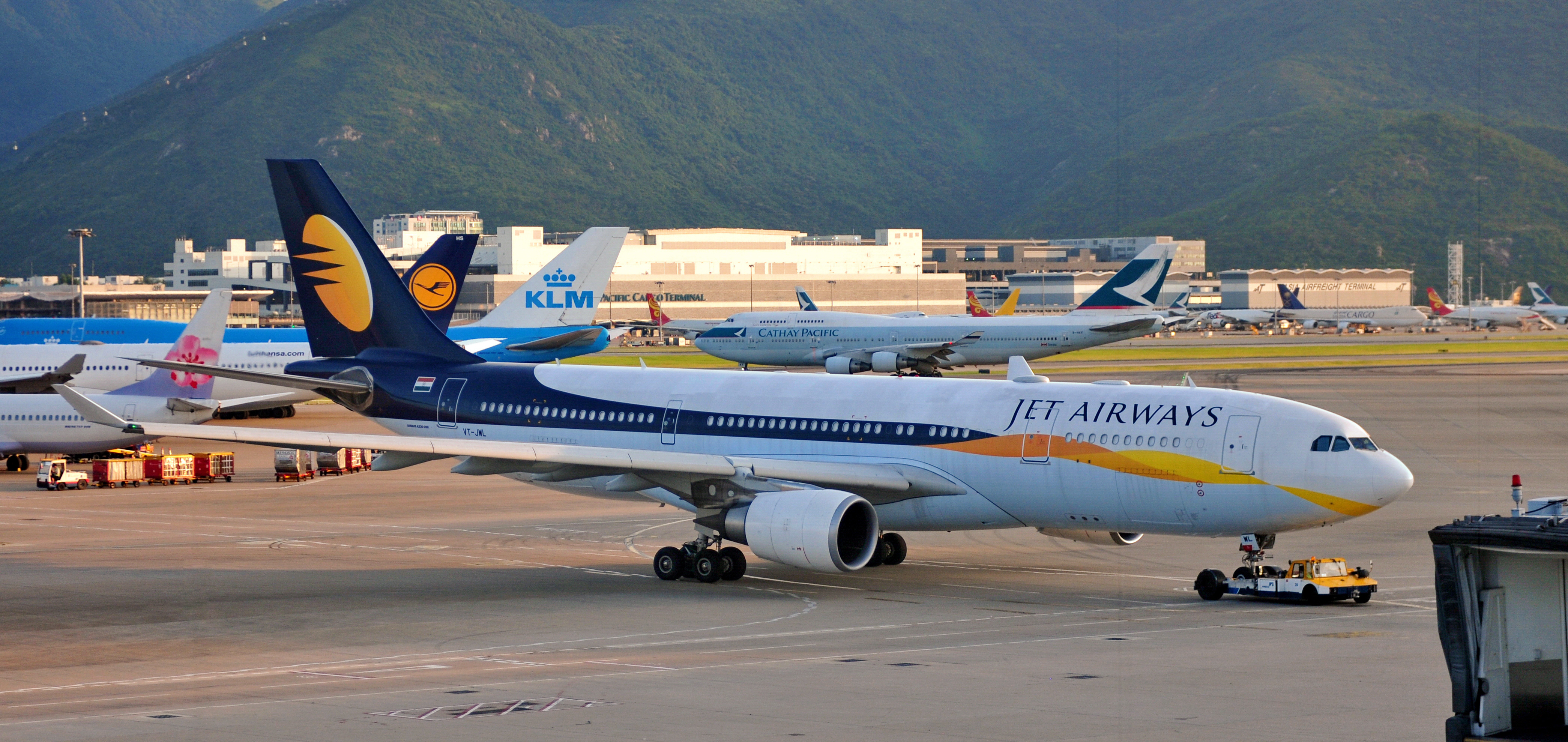
Airbus A330-202 VT-JWL

Jet Airways was een internationale luchtvaartmaatschappij uit India met als thuisbasis Mumbai. De Europese hub en tevens het hoofdkantoor is gevestigd op Schiphol. Op 17 april 2019 werden alle vluchten van Jet Airways gestaakt.
Op 22 mei 2019 is het faillissement uitgesproken over deze maatschappij.

## Geschiedenis
Jet Airways begon als een luchttaxibedrijf in 1992. In 1993 startte het met binnenlandse, commerciële lijnvluchten met Boeing 737-toestellen. In 2004 was Jet Airways de eerste private Indiase luchtvaartmaatschappij die op buitenlandse bestemmingen vloog, namelijk Colombo en later Kathmandu, Singapore en Kuala Lumpur – bestemmingen die binnen het bereik van de Boeing 737's lagen. Om non-stopvluchten naar verdere bestemmingen te kunnen aanbieden, in het bijzonder naar Heathrow, leasede Jet Airways drie Airbus A340-300 toestellen van South African Airways, en bestelde nieuwe wide-body toestellen bij Airbus (Airbus A330-200) en bij Boeing (Boeing 777-300).
In januari 2006 kondigde Jet Airways aan dat het Air Sahara wilde kopen, de enige andere Indiase privé-luchtvaartmaatschappij met internationale vluchten. De overname ging echter niet door. In april 2007 kwamen beide bedrijven toch overeen over de overname. Air Sahara zou na de overname herdoopt worden in Jetlite.
Op 2 mei 2007 kondigde Jet Airways aan dat ze een Europese hub zou vestigen op Brussel, in samenwerking met Brussels Airlines. Jet Airways vloog vanaf 5 augustus 2007 dagelijks naar Mumbai en Newark (New Jersey); later in het jaar volgden ook Toronto, John F. Kennedy Airport (New York), New Delhi en Chennai. Bengaluru zou eerst vanaf 31 oktober 2008 aangevlogen worden, maar gegeven de financiële problemen waarin het bedrijf verkeerde, werd dit voor onbepaalde tijd uitgesteld. De aankondiging in Brussel viel samen met de ontvangst van nieuwe toestellen voor Jet Airways, namelijk een Boeing 777-300 en Airbus A330-200.
In juli 2013 kreeg Etihad Airways toestemming van de Indiase toezichthouder om een belang van 24% in Jet Airways te kopen. De aandelentransactie ter waarde van circa $ 380 miljoen werd in april van dat jaar al aangekondigd. Etihad krijgt twee van de 12 zetels in het bestuur van Jet Airways. De opbrengst zou worden gebruikt om een deel van de schulden van Jet Airways af te lossen.
In december 2015 werd bekend dat de hub van Jet Airways op Brussels Airport gesloten werd en alle operaties verplaatst werden naar Schiphol. De routes naar Toronto, New Delhi en Mumbai werden in codeshare uitgevoerd met KLM en Delta Air Lines. De vluchten naar New Delhi en Toronto werden eerst uitgevoerd met de Airbus A330-300, maar sinds 12 januari 2017 vliegt de maatschappij op alle drie de bestemmingen met de Boeing 777-300. Delta Air Lines staakte haar route van Amsterdam naar Mumbai op 27 maart 2015, terwijl Jet Airways deze route vanaf 27 maart 2016 startte. De nieuwe routes vanaf Schiphol betekenden de sluiting van de hub op Zaventem. Vanaf 29 oktober 2017 vloog Jet Airways tevens op Bangalore met een Airbus A330-300, waardoor het aanbod naar India vanaf Amsterdam steeds verder uitgebreid werd, evenals de verbinding tussen India en Noord-Amerika via Europa. Ook deze vlucht werd nadien uitgevoerd met de Boeing 777-300.
In maart 2019 werd bekend dat de Indiase overheid het noodlijdende Jet Airways wilde redden van een faillissement. De tweede maatschappij van het land kampte al maanden met financiële problemen mede door meer dan een miljard dollar aan schulden. De afgelopen tijd moest het bedrijf al vluchten annuleren en leasemaatschappijen verboden het gebruik van gehuurde toestellen wegens betalingsachterstanden. Door deze acties waren al nog maar 41 van de 120 toestellen in gebruik. De regering wil dat de banken een deel van de schulden kwijtschelden en dat de staatsbanken de maatschappij nieuw kapitaal gaan geven. Etihad Airways heeft al aangegeven geen nieuw geld in de maatschappij te willen stoppen en heeft haar volledige aandelenbelang van 24% te koop aangeboden aan de State Bank of India (SBI). Op 17 april 2019 werden alle vluchten van Jet Airways voorlopig gestaakt.

## Vloot
Jet Airways staat erom bekend dat ze de gemiddelde leeftijd van hun vloot constant onder de 10 jaar houden. Die bestaat uit 113 toestellen (juni 2017).
| Type             | Aantal | Orders | Zitplaatsen (First/Première/Economy) |
| ---------------- | ------ | ------ | ------------------------------------ |
| Airbus A330-200  | 5      | -      | 254(0/18/236)                        |
| Airbus A330-300  | 4      | -      | 293(0/34/259)                        |
| ATR 72-500       | 15     | -      | 68(0/0/68)                           |
| ATR 72-600       | 3      | -      | 68(0/0/68)                           |
| Boeing 737-700   | 5      | -      | 118(0/16/102)                        |
| Boeing 737-800   | 65     | -      | 154(0/16/138) 170(0/8/162)           |
| Boeing 737-900   | 2      | -      | 166(0/28/138)                        |
| Boeing 737-900ER | 4      | -      | 184(0/12/172)                        |
| Boeing 737 MAX 8 |        | 79     | NB                                   |
| Boeing 777-300ER | 10     | -      | 312(8/30/274)                        |
| Boeing 787-9     |        | 10     | NB                                   |
| Totaal           | 114    | 89     |                                      |